# A hadviselés művészete
A hadviselés művészete (There's Something About a War) a Született feleségek (Desperate Housewives) című amerikai filmsorozat harminchatodik epizódja. Az Amerikai Egyesült Államokban először az ABC (American Broadcasting Company) adó sugározta 2006. január 22-én.

## Mellékszereplők
- Currie Graham - Ed Ferrara
- Melinda Page Hamilton - Mary Bernard nővér
- Jay Harrington - Dr. Ron McCready
- Jeff Doucette - Crowley atya
- Dagney Kerr - Ruth Ann Heisel nővér
- Carol Mansell - Pat, a recepciós
- Mike Gomez - Második pap

## Mary Alice epizódzáró monológja
- A narrátor, Mary Alice monológja az epizód végén így hangzik (a magyar változat alapján):

„A hadviselés művészetét mindenki ismeri. És azt is tudjuk mind, hogy a győzelem azon múlik, hogy milyen kártyákat kaptunk az osztáskor. Egyesek, ha véres küzdelemmel néznek szembe, inkább leteszik a fegyvert; míg másoknak a megadás elfogadhatatlan. Még ha tudják is, hogy a küzdelem az utolsó csepp vérig tart.”

## Epizódcímek szerte a világban
- Angol: There's Something About a War (Ez valami egy háborúról)
- Francia: La vérité si tu parles (Az igazság, ha kimondod)
- Lengyel: Sztuka walki (A harc művészete)
- Német: Die Kunst des Krieges (A háború művészete)